# 台湾香薷
台湾香薷（学名：Elsholtzia oldhamii）为唇形科香薷属下的一个种。

## 扩展阅读
- 維基物種上的相關：台湾香薷